# STS-116
STS-116, voluit Space Transportation System-116, was de 20ste Spaceshuttlevlucht naar het internationaal ruimtestation.
Tijdens de missie werd het P5-vakwerk (P5 truss) aan het ISS geleverd en aangebracht, het elektriciteitsnet van het ruimtestation grondig aangepast en een lid van de ISS Expeditie 14 uitgewisseld. De missie werd gevlogen met Spaceshuttle Discovery, haar volgende missie is STS-120.

## Bemanning
Een van de opdrachten van STS-116 was het vervangen van een lid van expeditie 14. ISS-boordwerktuigkundige Sunita Williams maakte deel uit van de bemanning van STS-116 tijdens het eerste deel van de missie. Daarna verving ISS-boordwerktuigkundige Thomas Reiter van expeditie 14 haar als lid van de STS-116-bemanning voor de terugkeer. Deze bestond uit (tussen haakjes staat hoeveel missies de astronaut gevlogen heeft inclusief STS-116):
| Naam                   | Functie                                                                                 | Land (organisatie) |
| ---------------------- | --------------------------------------------------------------------------------------- | ------------------ |
| Mark Polansky (2)      | Commandant                                                                              | VS (NASA)          |
| William Oefelein (1)   | Piloot                                                                                  | VS (NASA)          |
| Nicholas Patrick (1)   | Missiespecialist 1                                                                      | VS (NASA)          |
| Robert Curbeam (3)     | Missiespecialist 2                                                                      | VS (NASA)          |
| Christer Fuglesang (1) | Missiespecialist 3                                                                      | Zweden (ESA)       |
| Joan Higginbotham (1)  | Missiespecialist 4                                                                      | VS (NASA)          |
| * Sunita Williams (1)  | Missiespecialist 5, blijft als ISS-boordwerktuigkundige, werd op STS-116 vervangen door | VS (NASA)          |
| * Thomas Reiter (2)    | ISS-boordwerktuigkundige, keerde terug met STS-116 als missiespecialist 5               | Duitsland (ESA)    |

## Missie
- Leveren en bevestigen van het P5-vakwerk aan het ISS.
- Sunita Williams naar ISS brengen en Thomas Reiter van de ESA terug naar de aarde vliegen (hij vloog naar het ISS op STS-121).
- Afleveren van de derde van de drie SPHERES-experimentplatformen aan het ISS.
- Voltooien van de herbedrading van het elektriciteitsnet van het ISS om de zonnepanelen van het P3/P4-vakwerk aan te sluiten. Deze zonnepanelen waren in september al bevestigd aan het ISS tijdens STS-115.
- Ontplooien van het zonnepaneel van het P6-vakwerk aan bakboordzijde om plaats te maken voor de nieuwe zonnepanelen van het P3/P4-vakwerk zodat die de zon kunnen volgen.

## Records
- Christer Fuglesang werd de eerste Zweedse astronaut.
- Robert Curbeam werd de eerste astronaut die vier ruimtewandelingen maakte tijdens een missie.

## Media
- Lancering